# 紐波特車站
紐波特車站（英語：Newport railway station）是位於英國威爾斯城市紐波特的一座鐵路車站，也是威爾斯第三繁忙的鐵路車站，僅次於加的夫中央和卡迪夫皇后街。紐波特車站是由愛瑞發威爾斯鐵路（Arriva Trains Wales）管理，但也有第一大西部和英國縱貫鐵路公司的列車運行。